# Ludorina
Ludorina es un centro poblado del distrito de Acochaca, ubicado en la provincia de Asunción, departamento de Áncash. Cuenta con una población aproximada de 50 habitantes dedicada mayormente a labores agrícolas.
Se localiza a 3062 m s. n. m., a 1 km de Acochaca, capital del distrito y a 8 km de Chacas, capital de la provincia. Los centros poblados más cercanos son Sapchá y Acochaca, comunicadas con la carretera interprovincial Acochaca-Yanama.

## Historia
El centro poblado de Ludorina se desarrolló a inmediaciones de la casa hacienda del matrimonio conformado por Ludovico Amez Mariluz y Honorina Vargas Falcón quienes fundaron dicho ingenio minero y agrícola en 1860, tras iniciar la explotación de la mina de plata Cajavilca. La denominación de la hacienda proviene de la unión de los nombres de la pareja mencionada.
La hacienda fue expropiada durante la reforma agraria promulgada por Juan Velasco Alvarado, y el terremoto de Áncash de 1970 terminó destruyendo gran parte de sus instalaciones. Actualmente, en la zona existen unas 20 viviendas con familias dedicadas a actividades agrícolas y ganaderas, distribuidas a lo largo del camino principal que comunica el pueblo de Acochaca con Palcas y Sapchá.